# Марийка Драголова
Марийка Косто Драголова е българска издателка и благодетелка.

## Биография
Родена е през 1889 г. в Севлиево. Работи в печатницата на Косто Драголов, с когото по-късно се омъжва. В печатницата са отпечатани вестниците „Ловчански власти“, „Утринна зора“, „Туристически лист“, „Корпоративна воля“, „Трезво общество“, „Осъмска искра“ и „Народен глас“. Създадена е и книжарница към нея, в която се продават канцеларски материали, детски играчки, музикални инструменти и др. Умира дъщеря им Захаринка, две години по-късно и съпругът ѝ Косто, а след това и двамата ѝ сина – Борис и Владимир. Тя умира през 1943 г.

## Дарителство
Марийка Драголова създава няколко дарителски фонда в памет на съпруга и децата си. Първият фонд – „Косто, Лазаринка и Борис Драголови“, е създаден през 1938 г. с 10 000 лв. капитал. През 1940 г. са добавени още 10 000 лв. Вторият е „Владимир (Владко) Косто Драголов“ с капитал 10 000 лв. Нейната воля е с лихвите от двата фонда да се купуват книги за библиотеката.
Към Мъжката гимназия „Цар Борис III“ също създава два фонда. Първият е „Косто Драголов“. Той е създаден през март 1939 г. с капитал 5000 лв. По случай имения ден на Борис дарява 30 чифта бели ръкавици на знаменосците на училището. До март 1940 г. общият му капитал достига 15 000 лв. Волята ѝ е от лихвите му ежегодно да се купуват дрехи и обувки на беден и ученолюбив ученик от VIII клас. Вторият е „Владимир Косто Драголев“, създаден през 1942 г. с капитал 10 000 лв.
В периода 1936 – 1938 г. материално подпомага футболният отбор в Ловеч, който носи името на Косто Драголов. През 1936 г. дарява 1000 лв. за построяването на паметник портал на падналите във войните от 34-ти, 53-ти и 54-ти пехотен полк. В 1937 г. – 300 лв. на дружеството „Безплатна ученическа трапезария“ в памет на съпруга си, а през 1938 г. още 1000 лв. в памет на сина си Борис. Дарява и 5000 лв. в памет на семейството си за построяването на музикален дом.